# Real Maestranza di Cavalleria di Ronda

Emblema della Real Maestranza de Ronda.

La Real Maestranza de Caballería de Ronda è una confraternita che ha sede a Ronda e che, secondo l'Accademia reale spagnola, ha il compito di esercitare l'equitazione, mentre in origine era una scuola per l'esercitazione all'uso delle armi a cavallo.

## Storia
La Real Maestranza de Caballería de Ronda (RMCR o RMR) nacque in seguito al regio decreto del re Felipe II del 6 settembre 1572 inviato ai consigli comunali e ville del regno sollecitando la creazione di confraternite. Il Cabildo de Ronda, dopo una serie di consigli comunali, si impegna il 3 agosto 1573 ad informare il Re sulla costituzione della Confraternita dello Spirito Santo e sugli Statuti da cui è governata.